# 南美駝背脂鯉
南美駝背脂鯉（学名：Cyphocharax signatus），為輻鰭魚綱脂鯉目脂鯉亞目無齒脂鯉科的其中一個種，分布於南美洲Vermelho河流域，體長可達3.3公分，棲息在河川中底層水域，以生活習性不明。